# Slottsjorden

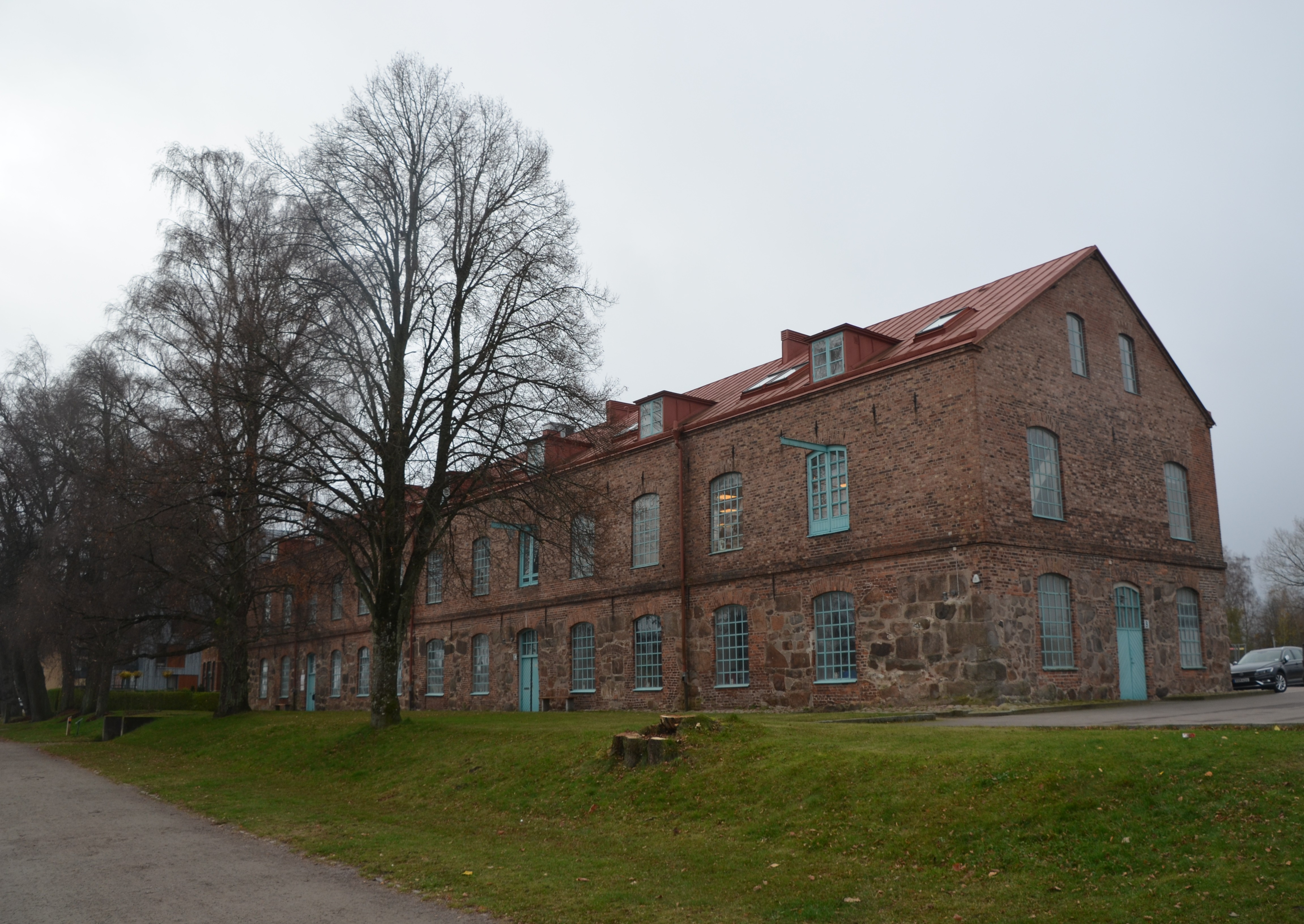
Kronobränneriet vid Dragvägen

Slottsjorden är ett område i sydvästra Halmstad, sydväst om Halmstads slott, som fram till 1890 låg i Söndrums kommun, tillhörde Kronan och i huvudsak användes som utarrenderad jordbruksmark fram till 1900-talet.
Den första delen som bebyggdes var delen utmed Nissan söder om Halmstads slott, mellan Nissan och nuvarande Södra vägen. Där uppfördes efter hand ett antal statliga och kommunala byggnader samt olika fabriker. Den första var Kronobränneriet på 1770-talet under Gustav III:s tid.
Närmast slottsområdet uppfördes 1868 Länscellfängelset, som ersatte slottet som fängelse. Mellan fängelset och Kronobränneriet renoverades förvaltarbostaden till Kronobränneriet 1835–1838 till Halmstads lasarett, som flyttades dit från sin ursprungliga lokal från 1784 i det korsvirkeshus vid Stora Torg,som numera är Tre Hjärtan. Per Gustaf Appeltofft (1834-1886) – son till Anders Julius Appeltofft – uppförde på en 5 000 kvadratmeter stor tomt, omedelbart söder om Kronobränneriet, sommarstället Sommarlust i början av 1860-talet, på vilken omkring 1905 Skandinaviska Granit AB inrättade sitt stenlager för export av gatsten från Söndrum till bland annat Köpenhamn. Längre söderut byggde Wilhelm Wallberg 1869 Hallands sockerfabrik, som senare blev Wallbergs Fabriks AB:s Wallbergs Hatt- och Filtfabrik.
Slottsjorden införlivades 1890 i Halmstad stad, som därefter under många år försökte inköpa marken av staten. Till slut kunde detta ske 1927.

## Bildgalleri

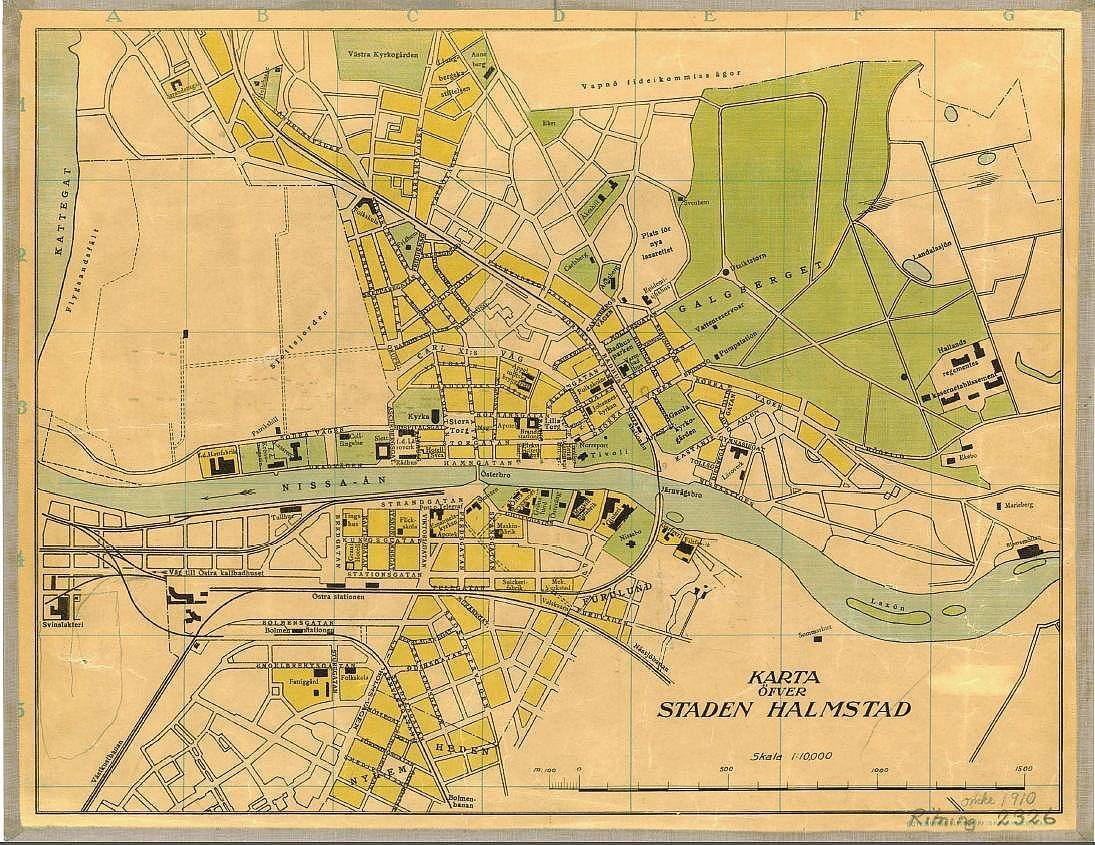
Karta över Halmstad, omkring 1910